# Oficina Pro Cautivos

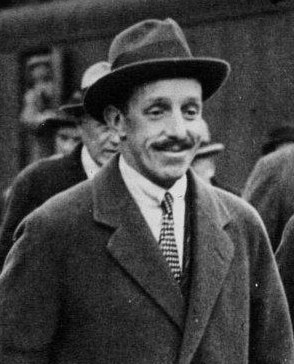
Alfonso XIII en Calais, abril de 1931

La Oficina Pro Cautivos, también llamada Oficina de la Guerra Europea, fue una institución fundada por el rey Alfonso XIII de España en 1915 para intentar localizar a civiles y soldados apresados y desaparecidos en la Primera Guerra Mundial y hacer lo posible por mejorar su situación y ponerlos en contacto con sus familias o intentar repatriarlos.

## Antecedentes
En 1914, al estallar la Gran Guerra, España se encontraba en una frágil situación financiera, militar y social, lo que contribuyó a que se declarara país neutral en la contienda. Dicha neutralidad se hizo oficial a través de una nota del Ministerio de Estado contenida en la Sección de Política de la Gaceta de Madrid del 30 de julio de 1914, y reafirmada el 7 de agosto de igual forma. En el ámbito personal, la situación familiar del rey era delicada: su madre, la reina viuda María Cristina pertenecía a la familia Habsburgo, y no ocultaba sus simpatías germanófilas, mientras que su esposa Victoria Eugenia, nieta de la reina Victoria del Reino Unido, apoyaba abiertamente al bloque aliado.
En el otoño de 1914, el rey recibió una carta de una lavandera francesa, cuyo marido había sido dado por desaparecido tras la batalla de Charleroi (Bélgica). La mujer suplicaba a Alfonso XIII que le ayudara a localizar a su esposo. El rey ordenó a las representaciones diplomáticas españolas en París y Berlín que se movilizaran para averiguar el paradero del soldado francés: estas gestiones dieron sus frutos y tras localizar al hombre en un campo de prisioneros, el propio rey escribió a la esposa para darle la buena nueva personalmente. Los hechos trascendieron a la prensa, lo que provocó que cientos de franceses escribieran al monarca solicitando su ayuda para buscar a sus seres queridos. La noticia no tardó en traspasar las fronteras de Francia y las cartas empezaron a llegar de todos los países implicados en el conflicto.

## Historia

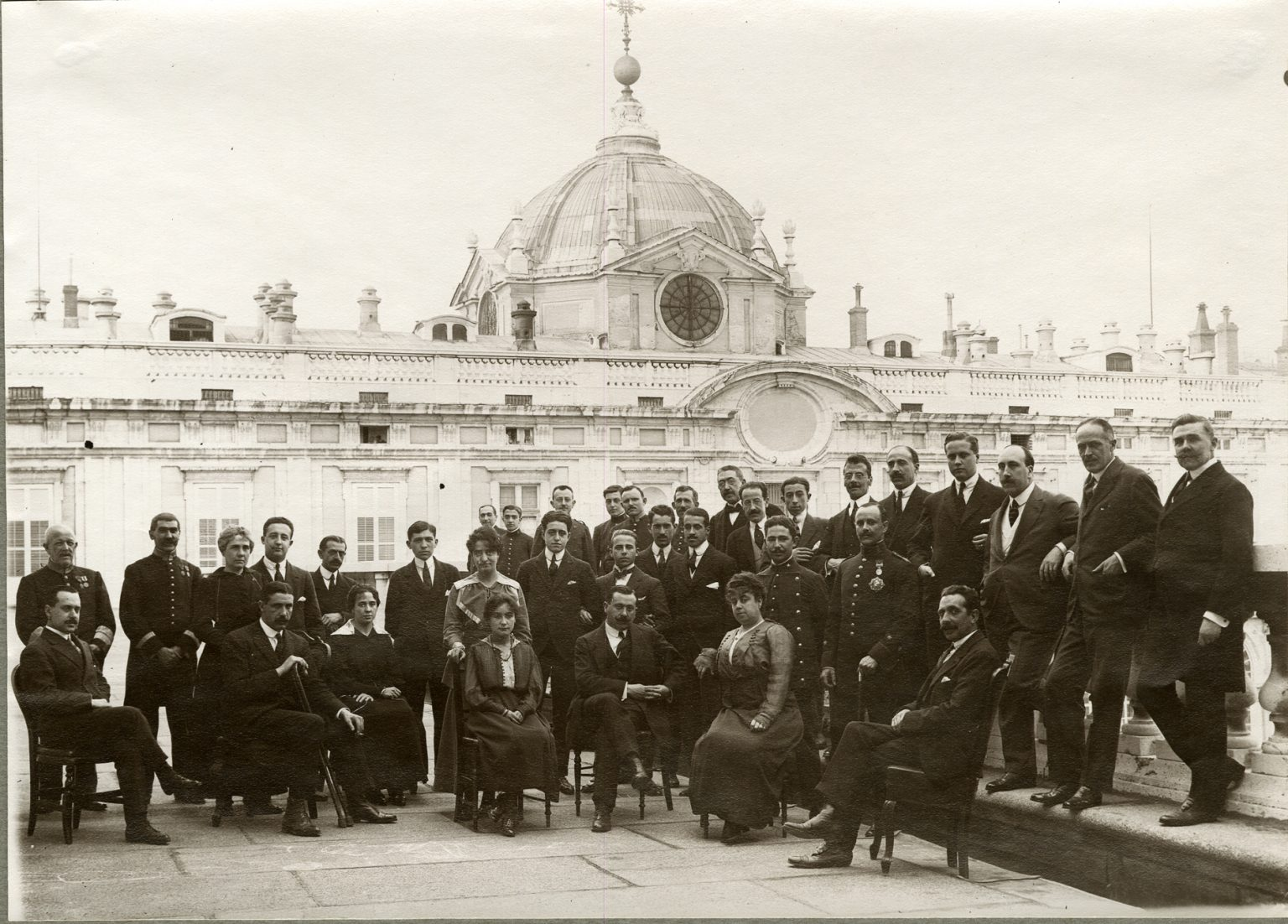
Personal de la Oficina en el Palacio Real. 1917.

Ante tal aluvión de peticiones, Alfonso XIII decidió fundar una oficina que se ocupase de tramitarlas. El 24 de octubre de 1914 se abrió oficialmente la Oficina Pro Cautivos, financiada con el patrimonio de la corona. Esta oficina, ubicada originalmente en un desván del Palacio de Oriente, y que comenzó con siete trabajadores, llegó a contar con una plantilla de más de 50 personas entre voluntarios, empleados y colaboradores, que hablaban varios idiomas. La oficina constaba de los siguientes departamentos:
- Desaparecidos
- Información y correspondencia en territorios ocupados
- Prisioneros
- Repatriación de militares heridos graves o enfermos
- Repatriación de población civil
- Internamiento en Suiza
- Tramitación de indultos
- Conmutaciones de pena
- Remesa de fondos a individuos o familias en territorios ocupados que se hallan aislados desde hace tiempo de sus familiares (extendidas en ocasiones a prisioneros civiles y militares)
- Informes de las inspecciones de delegados en las embajadas españolas de Berlín, Viena y Roma

La oficina tramitó unas 500 peticiones urgentes de indulto de condenados a muerte, más de 5000 peticiones de repatriación de heridos, 25 000 solicitudes de información sobre familiares en territorios ocupados y más de 250 000 solicitudes de información sobre desaparecidos o prisioneros. Se ocupó de personas de numerosas nacionalidades, aprovechando las buenas relaciones de la familia real española con ambos bandos contendientes: 122000 prisioneros franceses y belgas, 7950 británicos, 6350 italianos, 400 portugueses, 350 estadounidenses y 250 rusos. En puertos españoles se canjearon 21000 prisioneros enfermos y alrededor de 70000 civiles pudieron ser trasladados a zona segura. Los agregados militares españoles realizaron también más de 4000 visitas a campos de prisioneros, e incluso se consiguió un acuerdo de no agresión a los buques hospitales británicos.
Se estableció un sistema para clasificar las solicitudes, añadiendo a cada expediente una cinta de color: negro para los fallecidos, blanco para las personas que habían sido halladas y su caso estaba en tramitación y roja para las personas que aún no se habían localizado.
Al reunirse en Ginebra la Conferencia de las Cruces Rojas neutrales, envió a «Don Alfonso XIII un mensaje firmado por su presidente, Edouard Naville, el 11 de setiembre de 1917: "La Conferencia aprecia con satisfacción que los esfuerzos realizados por Vuestra Majestad para obtener el cese de las medidas de represalias sobre las naves-hospitales, han sido coronadas por el éxito. La Conferencia expresa a Vuestra Majestad su profunda gratitud por este nuevo servicio rendido después de tantos otros a la causa de la Humanidad". De la obra humanitaria de Alfonso XIII se benefician, sobre todo, gentes humildes, de pocos recursos económicos, pero también personajes famosos, como el bailarín ruso Nijinsky, el cantante francés Maurice Chevalier, el pianista polaco Rubinstein o el historiador belga Pirenne. Otras gestiones no tienen el mismo resultado, como aquella en que se propone salvar de la muerte a la familia imperial rusa. La infanta Beatriz afirma que su padre intentó salvar también a la célebre Mata-Hari».
La obra humanitaria de Alfonso XIII durante la Primera Guerra Mundial le hizo ganar gran prestigio en Europa, que se manifestó no solo en el recibimiento que le hizo el pueblo de París al comenzar su destierro, sino en otras capitales europeas. En Bruselas, por ejemplo, en mayo de 1923, el «recibimiento belga a los reyes de España reviste un carácter multitudinario, que impresiona a Don Alfonso y Doña Victoria, y al ministro de Estado, Santiago Alba, que los acompaña». El 3 de mayo visitaron a los reyes españoles —en el Palacio Real de Bruselas, donde se alojaban— «una nutrida delegación de la Federación nacional de condenados políticos, familias de condenados a muerte, deportados y rehenes a quienes ha salvado Alfonso XIII, delegaciones de parientes de las personas por Don Alfonso socorridas durante la guerra, varias comisiones de heridos y ex prisioneros, así como los profesores de las Universidades: todos agradecen vivamente la admirable obra del rey en la guerra. El presidente de la Federación, conde de Hemptimme, dice que se siente orgulloso de manifestar al rey de España, personalmente, el agradecimiento por la ayuda eficaz que ha prestado a los belgas durante la ocupación, cuando fueron detenidos 16.000 belgas y deportados 118.000. Y manifiesta antes de entregar a los reyes españoles un álbum con las firmas de los belgas que tienen el honor de testimoniar su agradecimiento al rey. Es significativo que el partido obrero belga publique un manifiesto para expresar la gratitud de todo el pueblo de Bélgica al rey de España. Ante el Palacio Real de Bruselas desfila una imponente manifestación de la Federación nacional de condenados políticos y familias de los condenados a muerte, así como de los deportados y de los rehenes».

## Personajes célebres
La Oficina Pro Cautivos no solo ayudó a personas anónimas, también lo hizo con otras más conocidas:
Maurice Chevalier, pasó dos años en un campo de prisioneros antes de ser liberado gracias a la intervención del rey.
El pianista Arthur Rubinstein, a quien el rey facilitó un pasaporte español en 1916.
El bailarín Vaslav Nijinski, detenido en Hungría por ser súbdito de un estado enemigo, Rusia. Gracias a la intervención de la oficina, fue expulsado a los Estados Unidos.
El primer ministro francés pidió al rey que intentara conseguir la repatriación de 20 000 civiles franceses que la guerra había sorprendido en zona enemiga, y que habían sido deportados a campos de internamiento. Alfonso XIII consiguió su liberación en pocos meses, y Francia lo consideró desde entonces un héroe de guerra.
Las gestiones de la oficina fueron infructuosas en la búsqueda de John Kipling, único hijo del premio nobel de literatura Rudyard Kipling. Sus restos no fueron hallados e identificados hasta 1922.
Tampoco los esfuerzos de Alfonso XIII pudieron salvar a Edith Cavell, enfermera británica que realizó una extraordinaria labor en Bélgica, fusilada en Bruselas el 12 de octubre de 1915. El rey apeló a la emperatriz alemana Augusta Victoria, pero esta se negó a interceder por Cavell, alegando que «si las mujeres se comportan como hombres, deben ser castigadas como los hombres».
Quizás el mayor fracaso de la Oficina Pro Cautivos fue el fallido intento de salvar la vida de la familia imperial rusa. En su presentación de credenciales, el nuevo embajador ruso, Anatoli Vasílevich Nekliúdov, alabó los esfuerzos de Alfonso XIII para salvar a cientos de soldados rusos, y el monarca aprovechó para pedirle que trasladara al gobierno ruso su solicitud de liberación del zar y su familia. Pero esta petición no encontró eco en las demás monarquías europeas y las gestiones del rey de España no consiguieron evitar la ejecución del zar, su esposa y sus cinco hijos.

## Reconocimientos
A pesar del extraordinario trabajo que la Oficina Pro Cautivos llevó a cabo, en España fue y sigue siendo una iniciativa largamente desconocida. No así en el ámbito internacional: al reconocimiento de la República francesa se unió el de los gobiernos del Reino Unido, los Estados Unidos, la Sociedad de Naciones y los reyes de Bélgica, entre otros. La labor de la oficina fue ampliamente elogiada en la prensa internacional, aunque no encontró el mismo eco en la española.
Por la labor humanitaria de la Oficina Pro Cautivos, el rey Alfonso XIII fue candidato al Premio Nobel de la Paz en dos ocasiones, en 1917 y en 1933, cuando ya se encontraba en el exilio, aunque nunca llegaron a concedérselo. Cuando el rey y su familia salieron de España tras declararse la república en 1931, fueron recibidos en Marsella, París y Londres por multitudes entusiastas de personas que no habían olvidado el esfuerzo que la Oficina Pro Cautivos hizo por mejorar la situación de los soldados de la Gran Guerra.